# Rhizoctonia stahlii
Rhizoctonia stahlii är en svampart som beskrevs av Burgeff 1936. Rhizoctonia stahlii ingår i släktet Rhizoctonia och familjen Ceratobasidiaceae.   Inga underarter finns listade i Catalogue of Life.